# Cyprus Cup 2010
La Cyprus Cup 2010 è stata la terza edizione della Cyprus Cup, torneo a inviti di calcio femminile tenutosi a Cipro con cadenza annuale. Ebbe luogo dal 24 febbraio al 3 marzo 2010.

## Formato
Le 8 squadre invitate sono divise in due gruppi che si sfidano in un girone all'italiana. Dopo gli scontri diretti nel girone, vennero disputate quattro finali per i posizionamenti.
Sono assegnati tre punti per la vittoria, uno per il pareggio e zero per la sconfitta. In caso di parità di punti, sono considerati gli scontri diretti, la differenza reti e i gol fatti.

## Squadre
- Canada
- Inghilterra
- Italia
- Nuova Zelanda

- Paesi Bassi
- Scozia
- Sudafrica
- Svizzera

## Fase a gironi

### Gruppo A
| Pos. | Squadra       | Pt | G | V | N | P | GF | GS | DR |
| ---- | ------------- | -- | - | - | - | - | -- | -- | -- |
| 1.   | Nuova Zelanda | 7  | 3 | 2 | 1 | 0 | 5  | 1  | +4 |
| 2.   | Paesi Bassi   | 5  | 3 | 1 | 2 | 0 | 6  | 3  | +3 |
| 3.   | Italia        | 4  | 3 | 1 | 1 | 1 | 3  | 2  | +1 |
| 4.   | Scozia        | 0  | 3 | 0 | 0 | 3 | 1  | 9  | -8 |

| Nicosia 24 febbraio 2010, ore 14:00 CET                                        | Scozia    | 1 – 4                              | Paesi Bassi | Stadio Neo GSP |
| \| \| \| \| \| Grant 45’ \| Marcatori \| 13’, 53’ Melis 28’ Smit 55’ Pieëte \| |           |                                    |             |                |
|                                                                                |           |                                    |             |                |
| Grant 45’                                                                      | Marcatori | 13’, 53’ Melis 28’ Smit 55’ Pieëte |             |                |

| Nicosia 24 febbraio 2010, ore -:- CET       | Nuova Zelanda | 1 – 0 | Italia | Stadio Neo GSP |
| \| \| \| \| \| Hearn 30’ \| Marcatori \| \| |               |       |        |                |
|                                             |               |       |        |                |
| Hearn 30’                                   | Marcatori     |       |        |                |

| Larnaca 26 febbraio 2010, ore 14:00 CET                        | Italia    | 2 – 0 referto | Scozia | Gymnastikos Syllogos Zīnōn |
| \| \| \| \| \| Domenichetti 82’ Tuttino 89’ \| Marcatori \| \| |           |               |        |                            |
|                                                                |           |               |        |                            |
| Domenichetti 82’ Tuttino 89’                                   | Marcatori |               |        |                            |

| Larnaca 26 febbraio 2010, ore -:- CET                        | Paesi Bassi | 1 – 1     | Nuova Zelanda | Stadio Ammochostos |
| \| \| \| \| \| Melis 27’ (rig.) \| Marcatori \| 18’ Hearn \| |             |           |               |                    |
|                                                              |             |           |               |                    |
| Melis 27’ (rig.)                                             | Marcatori   | 18’ Hearn |               |                    |

| Larnaca 1º marzo 2010, ore -:- CET                        | Nuova Zelanda | 3 – 0 | Scozia | Gymnastikos Syllogos Zīnōn |
| \| \| \| \| \| Hearn 4’, 36’ Green 33’ \| Marcatori \| \| |               |       |        |                            |
|                                                           |               |       |        |                            |
| Hearn 4’, 36’ Green 33’                                   | Marcatori     |       |        |                            |

| Nicosia 1º marzo 2010, ore -:- CET                        | Italia    | 1 – 1          | Paesi Bassi | Stadio Neo GSP |
| \| \| \| \| \| Pini 32’ \| Marcatori \| 80’ Hoogendijk \| |           |                |             |                |
|                                                           |           |                |             |                |
| Pini 32’                                                  | Marcatori | 80’ Hoogendijk |             |                |

### Gruppo B
| Pos. | Squadra     | Pt | G | V | N | P | GF | GS | DR |
| ---- | ----------- | -- | - | - | - | - | -- | -- | -- |
| 1.   | Canada      | 9  | 3 | 3 | 0 | 0 | 5  | 2  | +3 |
| 2.   | Svizzera    | 4  | 3 | 1 | 1 | 1 | 6  | 5  | +1 |
| 3.   | Inghilterra | 4  | 3 | 1 | 1 | 1 | 3  | 3  | 0  |
| 4.   | Sudafrica   | 0  | 3 | 0 | 0 | 3 | 2  | 6  | -4 |

| Larnaca 24 febbraio 2010                   | Inghilterra | 1 – 0 | Sudafrica | Gymnastikos Syllogos Zīnōn |
| \| \| \| \| \| Scott 5’ \| Marcatori \| \| |             |       |           |                            |
|                                            |             |       |           |                            |
| Scott 5’                                   | Marcatori   |       |           |                            |

| Arbitro: | Esther Azzopardi |

|                                |           |                |
| Sinclair 26’ (rig.) Julien 53’ | Marcatori | 23’ Dickenmann |

| Arbitro: | Petra Chuda |

|                                      |           |            |
| Bachmann 13’, 42’ van Wyk 52’ (aut.) | Marcatori | 20’ Popela |

| Nicosia 26 febbraio 2010, ore 14:00 CET     | Inghilterra | 0 – 1 referto | Canada | Stadio Neo GSP (150 spett.) |
| \| \| \| \| \| \| Marcatori \| 9’ Julien \| |             |               |        |                             |
|                                             |             |               |        |                             |
|                                             | Marcatori   | 9’ Julien     |        |                             |

| Larnaca 1º marzo 2010, ore 14:00 CET                               | Sudafrica | 1 – 2 referto        | Canada | Stadio Ammochostos (50 spett.) |
| \| \| \| \| \| Matlou 45+’ \| Marcatori \| 54’ Flock 75’ Julien \| |           |                      |        |                                |
|                                                                    |           |                      |        |                                |
| Matlou 45+’                                                        | Marcatori | 54’ Flock 75’ Julien |        |                                |

| Arbitro: | Katalin Kulcsár |

|                          |           |                     |
| Stoney 56’ Sanderson 76’ | Marcatori | 27’, 85’ Dickenmann |

## Finale settimo posto
| Larnaca 3 marzo 2010, ore -:- CET                                  | Sudafrica | 1 – 2                 | Scozia | Gymnastikos Syllogos Zīnōn |
| \| \| \| \| \| Matlou 27’ \| Marcatori \| 79’ Lauder 84’ Little \| |           |                       |        |                            |
|                                                                    |           |                       |        |                            |
| Matlou 27’                                                         | Marcatori | 79’ Lauder 84’ Little |        |                            |

## Finale quinto posto
| Nicosia 3 marzo 2010, ore -:- CET                                                        | Inghilterra | 3 – 2                          | Italia | Stadio Neo GSP |
| \| \| \| \| \| Scott 10’ 58’ White 90’ \| Marcatori \| 44’ (aut.) Brown 64’ Camporese \| |             |                                |        |                |
|                                                                                          |             |                                |        |                |
| Scott 10’ 58’ White 90’                                                                  | Marcatori   | 44’ (aut.) Brown 64’ Camporese |        |                |

## Finale terzo posto
| Arbitro: | Cristina Dorcioman |

|                                       |           |  |
| Melis 29’ Smit 56’ 80’ van de Ven 90’ | Marcatori |  |

## Finale
| Nicosia 3 marzo 2010, ore 17:00 CET            | Nuova Zelanda | 0 – 1 referto | Canada | Stadio Neo GSP (200 spett.) |
| \| \| \| \| \| \| Marcatori \| 71’ Matheson \| |               |               |        |                             |
|                                                |               |               |        |                             |
|                                                | Marcatori     | 71’ Matheson  |        |                             |

## Classifica finale
| Posizione | Squadra       |
| --------- | ------------- |
| 1         | Canada        |
| 2         | Nuova Zelanda |
| 3         | Paesi Bassi   |
| 4         | Svizzera      |
| 5         | Inghilterra   |
| 6         | Italia        |
| 7         | Scozia        |
| 8         | Sudafrica     |

## Classifica marcatrici
4 reti
- Manon Melis
- Amber Hearn

3 reti
- Christina Julien

- Sylvia Smit

- Lara Dickenmann

2 reti
- Alex Scott

- Ramona Bachmann

- Noko Matlou

1 rete
- Kendra Flock
- Diana Matheson
- Christine Sinclair
- Lianne Sanderson
- Jill Scott
- Casey Stoney
- Faye White

- Elisa Camporese
- Giulia Domenichetti
- Carolina Pini
- Alessia Tuttino
- Anouk Hoogendijk
- Marlous Pieëte

- Kirsten van de Ven
- Anna Green
- Suzanne Grant
- Hayley Lauder
- Kim Little
- Mamphashe Popela

Autoreti
- Rachel Brown (a favore dell'Italia)
- Janine van Wyk (a favore della Svizzera)